# Schmelzkäse

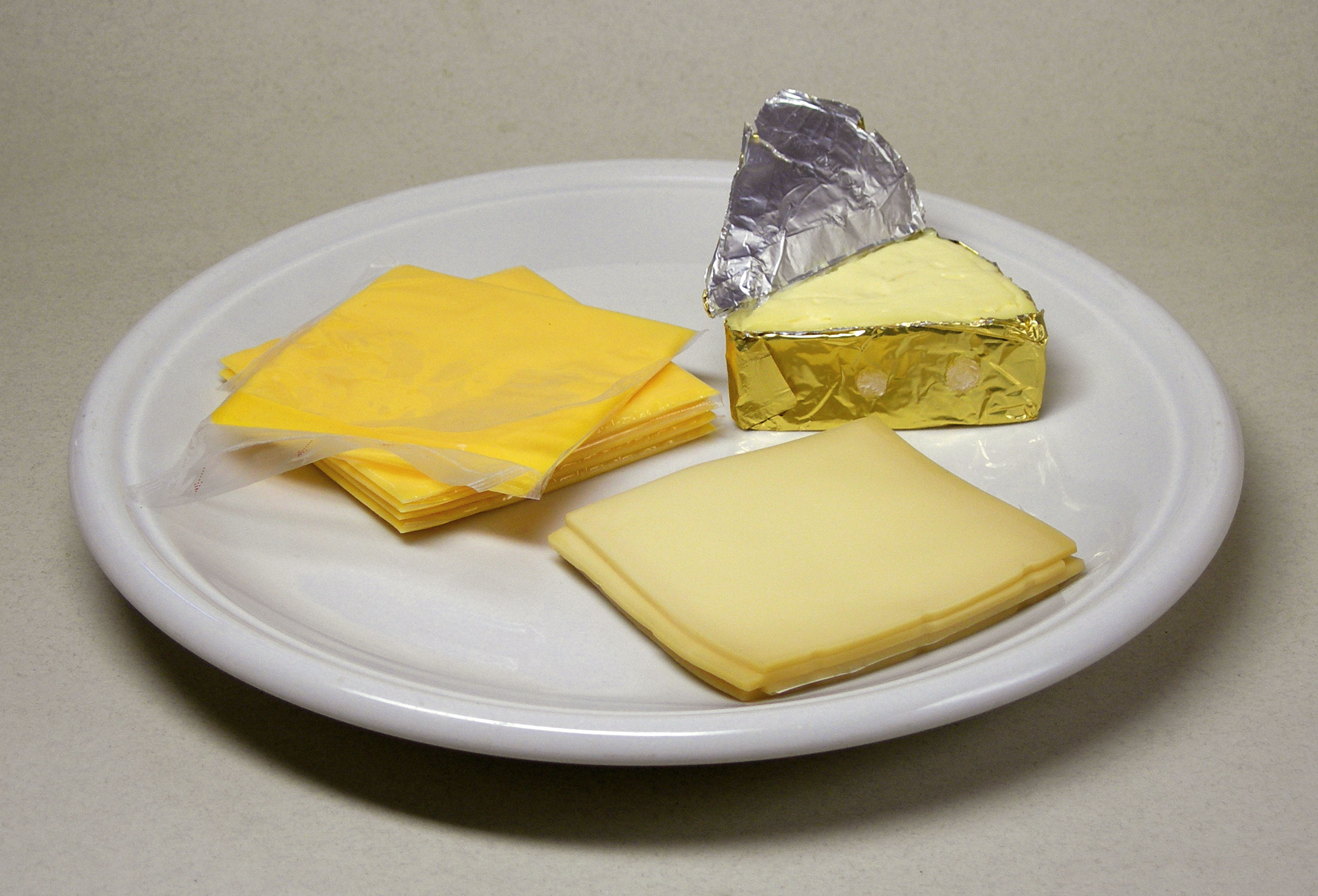
Verschiedene Sorten Schmelzkäse in Scheiben und als Streichkäse

Schmelzkäse (in der Schweiz auch Schachtelkäse genannt, in Österreich für die Schmelzkäseecken auch Eckerlkäse) ist ein weiterverarbeitetes Produkt aus einer oder mehreren Käsesorten, oft unter Zugabe weiterer Zutaten.

## Geschichte
Erstmals wurde Schmelzkäse 1911 vom Schweizer Industriellen Walter Gerber bei der  Gerber & Co. AG (später „Gerberkäse AG“) in Thun produziert. Die Marke „Gerber“ gehört heute zum Emmi-Konzern und ist weltweit verbreitet. Die 1892 in Wangen im Allgäu gegründete Käse- und Buttergroßhandlung „Gebrüder Wiedemann“ brachte 1922 unter dem Namen Adler den ersten deutschen Schmelzkäse auf den Markt. Etwa zur gleichen Zeit errichtete der Franzose Léon Bel (Fromageries Bel) in Lons-le-Saunier das erste Werk zur Herstellung von Schmelzkäse („La vache qui rit, Kiri“). Unter der Marke „Alma“ wurde 1925 in Österreich begonnen, Schmelzkäse herzustellen; sie ist damit die älteste Schmelzkäsemarke Österreichs.

## Herstellung
Schmelzkäse gilt in Deutschland laut Käseverordnung (KäseV) nicht als Käse, sondern als Erzeugnis aus Käse. Er muss mindestens 50 Prozent Käse bezogen auf die Trockenmasse enthalten. Die Herstellung erfolgt durch Schmelzen mittels Wärme, wobei auch andere Milcherzeugnisse, Schmelzsalze und Emulgatoren zugefügt werden können. Durch Schmelzen hergestellte Käseerzeugnisse mit weniger als 50 Prozent Käse und möglicherweise weiteren Zusätzen werden als Schmelzkäsezubereitung bezeichnet. Vergleichbare, ohne Schmelzen hergestellte Erzeugnisse werden als Käsezubereitung klassifiziert, während eine Mischung aus beiden als Käsekomposition definiert ist.
Zur Herstellung wird Käse gerieben, mit Schmelzsalzen und Wasser oder anderen Milcherzeugnissen gemischt und bis zur Verflüssigung erhitzt. Dann wird die Käsemasse in Formen gefüllt und abgekühlt, bis sie sich wieder verfestigt.
Es gibt Schmelzkäse mit Sortennamen, die aus nur einer Käsesorte erzeugt werden, und solchen ohne Sortennamen, dessen Ausgangsmaterial aus mehreren gemischten Käsesorten besteht. Häufig werden noch Gewürze, Kräuter oder andere Zutaten wie Pilz- oder Schinkenstückchen beigemischt. Gehandelt wird Schmelzkäse häufig als Streichkäse in Form kleiner dreieckiger Kreissektoren in Alufolie oder als Scheiben (schnittfest) mit Trennfolien in einer Kunststoffverpackung. Diese Schmelzkäsescheiben wurden vor allem durch die 1956 in Deutschland eingeführte Marke „Scheibletten“ von Kraft Foods populär. Schmelzkäsescheiben werden häufig zum Überbacken von belegten Toasts und als Belag für Cheeseburger verwendet.
Die American Chemical Society hat Untersuchungen durchgeführt und dabei festgestellt, dass Käse wie Greyerzer und Gouda genau die richtigen Schmelzeigenschaften haben.

## Produzenten von Schmelzkäse
- Deutschland: Bayernland, Hofmeister, Milkana (Savencia-Konzern), Hochland SE, Jermi Käsewerk, Karwendel-Werke, Etelser Käsewerk GmbH (Stuhr bei Bremen), Minus L Käsecreme
- Frankreich:  La vache qui rit (Die lachende Kuh)
- Schweiz: Baer, Gerber (Emmi), Migros (Großverteiler)
- Österreich: Rupp AG (Hörbranz, Vorarlberg)
- Niederlande: Eru (Woerden)
- Schweden: Kavli (mit Sitz in Norwegen)
- Dänemark: Buko (Vordingborg), Arla Foods
- Belgien: Maredsous
- Luxemburg: Cancoillotte/Kächkéis